# Stațiunea Climaterică Sâmbăta
Stațiunea Climaterică Sâmbăta – wieś w Rumunii, w okręgu Braszów, w gminie Sâmbăta de Sus. W 2011 roku liczyła 142 mieszkańców.